# Hårdgrund
Hårdgrund indgår i det grafiske arbejde med stregætsning eller radering. Der er tale om en dækkende belægning - en såkaldt ætsegrund - som påføres den plade, der skal trykkes fra. Hårdgrunden beskytter pladen for syrepåvirkning. Man ridser ned i den med en radernål, så pladen blottes nedenunder, hvorefter pladen nedsænkes i syrebad. De blottede ridser på pladen fordybes ved ætsningen, mens den øvrige plade beskyttes. Man kan ætse trinvis, og undervejs afdække dele af stregen, så den ætsede linje nogle steder er svagere/finere og andre steder kraftigere.
Der findes også blødgrund, som giver mulighed for en blødere streg samt for at arbejde med aftryk af forskellige materialer i ætsegrunden.

## Typer
Traditionel hårdgrund findes i forskellige former: En fast form, som opvarmes og valses på; en flydende form, som påføres med pensel; og i form af flydende dækgrund(også kaldet dæklak); som lys hårdgrund, og som selvfremstillet materiale. Det sidste bruges kun sjældent i dag, da der findes gode præfabrikerede produkter.
Den lyse hårdgrund kan eksempelvis benyttes, hvis man vil arbejde videre med en allerede bearbejdet plade, og undervejs have mulighed for at se det tidligere arbejde gennem ætsegrunden. Lys hårdgrund kan også bruges når man ætser i et såkaldt ”Hollandsk bad”, hvor stregen farves sort under ætsningen.
I nyere såkaldt non-toxic printing, som er et af moderne grafiks modsvar til udfordringen med traditionel brug af giftige materialer, arbejdes med akrylbaseret hårdgrund. Her foreslås eksempelvis det flydende produkt Johnson klar polish som hældes over pladen, og skal tørre før den er klar til nålen. Der skal fortsat bruges gummihandsker. Produktet kan blandes med pigment, eller med det sortfarvede afdækker-produkt Golden Acrylic Stopout (i forholdet 1:1), hvilket giver en helt sort grund. Den akrylbaserede grund kan man sagtens lade sidde under indfarvning og trykning af pladen. I så fald får trykket en helt hvid bund, og ikke en pladetone, som hvis man fjerner ætsegrunden. Det sidste gøres med soda- eller salmiakopløsning (f.eks. 100 g sodakrystaller til 1 l vand).

## Kvalitet
Hårdgrund må som materiale finde en balance mellem hård- og blødhed. I det tilfælde, hvor man selv vil blande den, skal man sigte efter en jævn og holdbar kvalitet, der kan klæbe til metallet og samtidig have en vis eftergivenhed, der gør at den ikke springer af i flager, når man ridser i den. Det er nødvendigt for, at man kan ridse frit i alle retninger, uden at risikere revner og brud i hårdgrunden. Omvendt hvis den bliver for blød eller fedtet, kan det være svært at trænge jævnt igennem ned til metallet, og materialet kan klæbe til nålen.

## Påføring af hårgrund
Inden påføring af hårdgrund (uanset hvilken type) skal pladen være afrenset og fedtfri. Det lag som lægges på, skal dække pladen helt, og være forholdsvis jævnt.
Fast form
Hårdgrund i fast form købes i form af en plade, en kugle eller skive, som opvarmes hvorefter den kan valses på trykpladen med en blød læder- eller gummivalse. Pladen opvarmes til 60-65 grader (voks smelter ved 60 grader), eksempelvis ved hjælp af en elektrisk varmeplade, og der afsættes en stribe på trykpladen, som valses frem og tilbage med rolige, langsomme bevægelser og et let tryk, til den ligger i et ensartet, tyndt lag på pladen. Valsen bevæges parallelt med pladen. Man kan også bruge en læderdab til samme formål. Det er imidlertid lidt mere tidskrævende, og derfor bedst til mindre plader eller områder. Hårdgrund, som allerede er smurt ud på pladen fordeles til et mere ensartet niveau ved at duppe og rokke læderdab'en henover grunden.
Hvis pladen er blottet nogle steder, vil det give ætsede huller. Man kan gøre hårdgrunden mørkere ved at sode den over eksempelvis flammen fra en petroleumslampe. Det er kun røgen, og ikke selve flammen der skal i kontakt med grunden. Man skal undgå at holde pladen stille undervejs, da for kraftig varme vil beskadige hårdgrundsbelægningen. Er den først beskadiget, må den lægges om, hvis man vil være sikker på, at den beskytter pladen helt. Herefter lægges pladen på en varmeplade, hvor soden kan smelte ned i grunden. Hvis hårdgrunden derefter fremtræder blank og sort uden matte skjolder, er den udført som den skal. Hvis der er matte pletter, er den ’brændt på’, og i så fald er den ikke længere modstandsdygtig overfor syren. Pladen er klar til radering når den igen er afkølet. Sodning hærder grunden og den mørkere farve gør det lettere at se det arbejde, man har lavet med nålen.
Flydende form
Flydende hårdgrund males på en kold plade med pensel i et jævnt, tyndt lag. Hvis man vælger at bruge afdækningsasfalt eller spritlak i stedet, kan man risikere at det springer for nålen. Det bør derfor kun bruges, når man vil have en flosset streg.
Lys hårdgrund
En lys ætsegrund af bivoks tilsat mastix eller harpiks, kan smeltes på i et tyndt lag ved 60 grader. Man kan varme pladen yderligere op, og lade voksen løbe af pladen, så der kun bliver et tyndt lag tilbage. 

## Redskaber
Almindeligt anvendte redskaber til arbejde med hårdgrund er foruden selve det syrebestande materiale der bruges til ætsegrunden, en trykplade af eksempelvis kobber eller zink, varmeplade eller gasbrænder, læderdab, radérnål, gummihandsker, syrebad, et arbejdssted med udsugning eller god ventilation, fjer eller pensel til fjernelse af syrebobler på pladen, og en fileklo til at holde på pladen under eventuel sodning.

## Opskrifter på hårdgrund
Hårdgrund består af voks, harpiks, asfalt, beg, mastix og evt. terpentin. Herunder findes nogle opskrifter af grafiker Sofus Rindom:

Hårdgrund i fast form
4 dele asfalt
4 dele voks
1 del harpiks
1 del beg

Hårdgrund i flydende form
2 dele asfalt
1 del voks
½ del mastix
8 dele vegetabilsk terpentin

Lys hårdgrund
1½ dele hvid voks
1 del mastix
½ del asfalt